# Silvia Sardone
Silvia Serafina Sardone (Milano, 25 dicembre 1982) è una politica italiana, vicesegretaria della Lega Salvini Premier ed europarlamentare dal 2019.

## Biografia
Lavora dall'età di 19 anni e intanto studia conseguendo nel 2007 la laurea a pieni voti in giurisprudenza presso l'Università commerciale Luigi Bocconi; successivamente, mentre svolge il praticantato presso uno studio di diritto del lavoro, vince una borsa di studio per un dottorato di ricerca in Relazioni del lavoro presso l'Università degli Studi di Modena e Reggio Emilia, che consegue nel marzo 2011. Ottiene in seguito, a pieni voti, anche un master in Business Administration presso il Politecnico di Milano. 

### Attività lavorativa
Dal giugno 2001 lavora come impiegata in diverse aziende prima di intraprendere l'attività di giuslavorista (sia come consulente anche dell'Unione del Commercio che presso alcuni studi legali tra cui Trifirò&Partners). Dal maggio 2010 al luglio 2014 ricopre il ruolo di membro del Cda e poi Presidente di Afol (Agenzia per la formazione, orientamento e lavoro) della provincia di Milano. È attualmente in aspettativa non retribuita per carica pubblica presso la società nella quale è dipendente.

### Attività politica
Nel 2006 è eletta con Forza Italia al consiglio di zona 2 di Milano, dove rimane fino al 2016.
Alle elezioni amministrative del 2016 si candida al consiglio comunale di Milano, nelle liste di Forza Italia a sostegno del candidato sindaco di centro-destra Stefano Parisi, risultando eletta consigliera comunale con 2.319 preferenze.
Nel 2018 viene eletta al consiglio regionale della Lombardia con 11 312 preferenze, risultando la seconda per numero di voti in Lombardia e la prima donna più votata. Nell'estate del 2018 lascia Forza Italia, non riconoscendosi più nella linea nazionale del partito.
Alle elezioni europee dell'anno successivo è candidata con la Lega nella circoscrizione nord-ovest,  risultando eletta con quasi 45.000 voti. Iscritta al gruppo Identità e Democrazia, diventa coordinatrice del gruppo nella commissione per l'ambiente, la sanità pubblica e la sicurezza alimentare del Parlamento europeo e della delegazione all'Assemblea parlamentare paritetica ACP-UE.
Al Parlamento Europeo è stata relatrice ombra dei seguenti provvedimenti: "Relazione sulla strategia dal produttore al consumatore" (commissione sicurezza alimentare) - "Relazione sulla proposta di regolamento che modifica il regolamento relativo alle riduzioni annuali vincolanti delle emissioni di gas serra" (commissione ambiente) - "Relazione sulla proposta di regolamento concernente le situazioni di crisi e di forza maggiore nel settore della migrazione e dell'asilo" (commissione libertà civili) - Relazione sulla proposta di regolamento che stabilisce il quadro per l'elaborazione delle specifiche di progettazione ecocompatibile dei prodotti sostenibili (commissione ambiente)  - Relazione sulla proposta di regolamento sugli imballaggi e i rifiuti di imballaggio (commissione ambiente). 
Nel 2021 alle comunali di Milano, con 3 580 preferenze nella Lega è il candidato più votato della coalizione di centro-destra.
Ha coordinato sia nel 2017 che nel 2022 le campagne elettorali per Roberto Di Stefano alle comunali di Sesto San Giovanni, vinte entrambe dal centro-destra.
Da fine novembre 2022 a fine giugno 2023 è stata commissario provinciale per la Lega a Milano.
Alle elezioni europee del 2024 è capolista della Lega nella circoscrizione nord-occidentale. Con oltre 75.000 preferenze raccolte viene rieletta come seconda dietro a Roberto Vannacci risultando essere la candidata donna leghista più votata in assoluto.
Il 6 aprile 2025, nel corso del Congresso svoltosi a Firenze, viene eletta nel Consiglio Federale della Lega.

#### Vicesegretaria della Lega per Salvini Premier
Successivamente, il 15  maggio 2025, viene nominata Vice Segretario Federale, prima donna a ricoprire questa carica.

## Critiche e controversie

### Aggressioni subite nei campi rom di Milano
Nel settembre 2021 denuncia di aver subito un'aggressione nel campo rom di Via Chiesa Rossa, già noto alle cronache per numerose attività criminali. Ha documentato in un video di essere stata oggetto di lanci di uova, sassi, scope, stoviglie e di essere stata spintonata più volte.
Nel maggio 2023 è stata aggredita da un gruppo di giovanissimi rom con lancio di mattoni, sassi e acqua, mentre si trovava nel campo di via Monte Bisbino a Milano per effettuare un sopralluogo da consigliere comunale e per registrare un servizio tv con la troupe della trasmissione Mediaset Fuori dal coro in merito ai problemi di criminalità legati al campo.

### Inchiesta Lobby Nera
Nell'ottobre 2021 compare nella seconda puntata dell'inchiesta giornalistica di Fanpage.it nel contesto della presunta "Lobby Nera", dove viene indicata come vicina al movimento di estrema destra Lealtà Azione. Nel video la si vede anche consegnare, insieme a militanti di tal movimento, pacchi del Banco Alimentare (organizzazione no-profit finanziata anche con soldi pubblici) con sopra manifesti elettorali della Lega, nonostante il codice etico del Banco lo proibisca espressamente.
Dichiarando di non essere mai stata fascista e di essere lontana da qualsiasi ideologia estrema, ha definito surreale il suo inserimento nell'inchiesta giornalistica annunciando di aver predisposto mandato di querela per diffamazione nei confronti di Fanpage.it.
Sardone non è mai risultata iscritta nel registro degli indagati né sentita come persona informata sui fatti. Nel febbraio 2024, la gip di Milano ha disposto l’archiviazione per tutti gli indagati, come chiesto dalla Procura.  

### Posizioni sul velo islamico
Per le sue posizioni sul velo islamico e sull'immigrazione, nel luglio 2023, insieme a Matteo Salvini, è stata oggetto di minacce di morte via social da parte del trapper Baby Gang e da altri ragazzi di origine straniera. Dopo essere intervenuta, il 13 settembre 2023, al Parlamento Europeo di Strasburgo con la maglietta "No al velo islamico", ha affermato di essere stata nuovamente raggiunta da diversi insulti e minacce di morte via email e social network. Il 23 ottobre 2023 a seguito delle minacce di morte indirizzate alla sua persona ma anche ai suoi due figli, in considerazione del forte rischio al quale è esposta, è stata messa sotto scorta.

## Vita privata
Ha avuto una relazione con Roberto Di Stefano, anch'egli esponente della Lega e dal 2017 sindaco di Sesto San Giovanni, da cui sono nati due figli. I due si sono conosciuti quando entrambi militavano in Forza Italia.
A giugno 2023 si è sposata con Davide Carlo Caparini.

## Opere
- Silvia Sardone, Mai sottomessi - Cronache di un'Europa islamizzata, Independently published, 2023, ISBN 979-8864898574.